# Benjamin Sene
Benjamin Ardo Sene (* 13. Mai 1994 in Langon (Gironde)) ist ein französischer Basketballspieler.

## Laufbahn
Sene erhielt seine Grundausbildung in der Sportart Basketball beim Verein Langon Sud-Gironde Basket-Ball, ehe er seine Entwicklung in der Nachwuchsabteilung von SLUC Nancy fortsetzte. Ab der Saison 2013/14 gehörte er Nancys Erstligamannschaft an, für die Sene bis 2017 spielte. Sein bestes Spieljahr in Nancy war die Saison 2015/16, als er im Mittel 10,8 Punkte je Begegnung erreichte.
Bei BCM Gravelines war er in seiner dreijährigen Vertragszeit ebenfalls Stammspieler, steigerte im Vergleich zu seinen Jahren in Nancy vor allem seinen Mittelwert bei der Vorbereitung von Korberfolgen. Während der Saison 2020/21 stand Sene bei Boulazac Basket Dordogne unter Vertrag, verbuchte mit 12,3 Punkten je Begegnung den besten Durchschnittswert seiner bisherigen Zeit in der LNB ProA. 2021 wechselte er innerhalb der Liga zu Nanterre 92.

### Nationalmannschaft
Sene war französischer Jugendnationalspieler, nahm an Europameisterschaftsturnieren der Altersklassen U16, U18 und U20 teil. Im Oktober 2022 berief ihn Trainer Vincent Collet in die Herrennationalmannschaft und setzte den Aufbauspieler im selben Monat erstmals in einem WM-Qualifikationsspiel gegen Litauen ein.